# Lemme de Sauer
Le lemme de Sauer ou lemme de Sauer-Shelah est un résultat issu de la théorie des probabilités et en particulier de la théorie de Vapnik-Chervonenkis. Il précise le nombre maximal d'échantillons de taille {\displaystyle n} qu'une classe VC de dimension finie peut pulvériser. Ce résultat a été montré en 1972 par les mathématiciens Norbert Sauer et Saharon Shelah. 

## Énoncé
On dit qu'une classe {\displaystyle {\mathcal {C}}} d'un ensemble {\displaystyle {\mathcal {X}}} prélève un sous-ensemble {\displaystyle S} de {\displaystyle \{x_{1},\dots ,x_{n}\}} s'il existe un élément {\displaystyle C\in {\mathcal {C}}} vérifiant {\displaystyle C\cap \{x_{1},\dots ,x_{n}\}=S}. On dit que cette classe pulvérise {\displaystyle \{x_{1},\dots ,x_{n}\}} s'il prélève tout sous-ensemble {\displaystyle S} de {\displaystyle \{x_{1},\dots ,x_{n}\}}. Enfin cette classe est appelée classe VC de dimension n si {\displaystyle {\mathcal {C}}} n'arrive pas à pulvériser tout ensemble {\displaystyle \{x_{1},\dots ,x_{n}\}} de taille {\displaystyle n}. On note {\displaystyle \Delta ({\mathcal {C}};n)} le nombre maximum de sous-ensemble prélevées de taille {\displaystyle n}, i.e.
Le lemme de Sauer donne une borne majorante de {\displaystyle \Delta ({\mathcal {C}};n)} si {\displaystyle {\mathcal {C}}} est une classe VC. Formellement si {\displaystyle {\mathcal {C}}} est une classe VC de dimension {\displaystyle {\mathcal {V}}} alors

## Preuve
Une manière classique de démontrer ce résultat est de le faire par récurrence,. On raisonne par récurrence sur des classes de dimension VC {\displaystyle n+{\mathcal {V}}\in \mathbb {N} }.
Initialisation : Si {\displaystyle n=0,\{{\mathcal {C}}\cap \emptyset :C\in {\mathcal {C}}\}=\{\emptyset \}} donc {\displaystyle \Delta ({\mathcal {C}},0)=1=\sum _{i=0}^{\mathcal {V}}{\binom {0}{i}}}.
Si {\displaystyle {\mathcal {V}}=1,{\mathcal {C}}} n'arrive à pulvériser aucun point.
Hérédité : Supposons que la propriété soit vérifiée pour tout {\displaystyle n'+{\mathcal {V}}'<n+{\mathcal {V}}}. Soit {\displaystyle {\mathcal {C}}} une classe VC (de sous-ensemble d'un ensemble {\displaystyle {\mathcal {X}}}) de dimension {\displaystyle {\mathcal {V}}} et {\displaystyle S} un ensemble de {\displaystyle n} points de {\displaystyle {\mathcal {X}}}. On se fixe un élément {\displaystyle s\in S} et on découpe {\displaystyle {\mathcal {C}}} par {\displaystyle {\mathcal {C}}={\mathcal {C}}_{1}\cup {\mathcal {C}}_{2}} avec

On a que {\displaystyle \Delta ({\mathcal {C}};S)=\Delta (C_{1};S)+\Delta (C_{2};S)} et par construction {\displaystyle \Delta ({\mathcal {C}}_{1};S)=\Delta ({\mathcal {C}};S\setminus \{s\})}. En notant {\displaystyle {\mathcal {C}}'} les {\displaystyle C} qui constituent {\displaystyle {\mathcal {C}}_{2}}, i.e. 
 on a que {\displaystyle \Delta ({\mathcal {C}}_{2};S)=\Delta ({\mathcal {C}}';S\setminus \{s\})}.
Par construction, si {\displaystyle {\mathcal {C}}'} pulvérise un échantillon, {\displaystyle {\mathcal {C}}} pulvérise également cet échantillon et ce même si on lui rajoute {\displaystyle \{s\}} d'où {\displaystyle \mathrm {VCD} ({\mathcal {C}}')+1\leq \mathrm {VCD} ({\mathcal {C}})\Leftrightarrow \mathrm {VCD} ({\mathcal {C}}')\leq {\mathcal {V}}-1}. Ainsi par hypothèse de récurrence, 
Si {\displaystyle n\geq {\mathcal {V}}}, alors en utilisant le résultat précédent et l'inégalité {\displaystyle 1+x\leq e^{x}}, 